# Graham Hawkes
Pour les articles homonymes, voir Hawkes.
Graham Hawkes, né le 23 décembre 1947 à Londres, est un ingénieur naval britannique.

## Biographie
Actif notamment durant les années 1980 et 1990, il est à l'origine de la plupart des sous-marins non-militaires de cette période. Il a développé la combinaison WASP, puis le sous-marin Mantis. L'une de ces innovations est visible dans le film Rien que pour vos yeux (1981).
Son entreprise, Hawkes Ocean Technologies (en), est basée à San Francisco.
Entre 1998 et 2007, il détient le record de profondeur en solitaire avec 910 mètres dans le Deep Rover.
Il est aussi l'inventeur de la première mitrailleuse automatisée, la Telepresent Rapid Aiming Platform (TRAP).

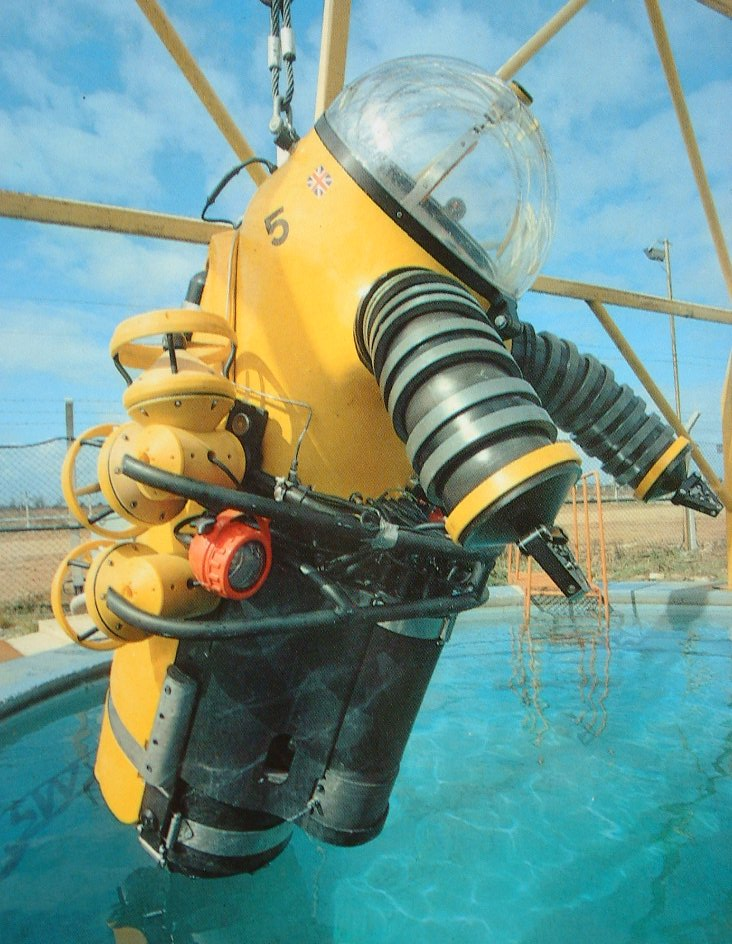
Combinaison WASP développée par Hawkes.
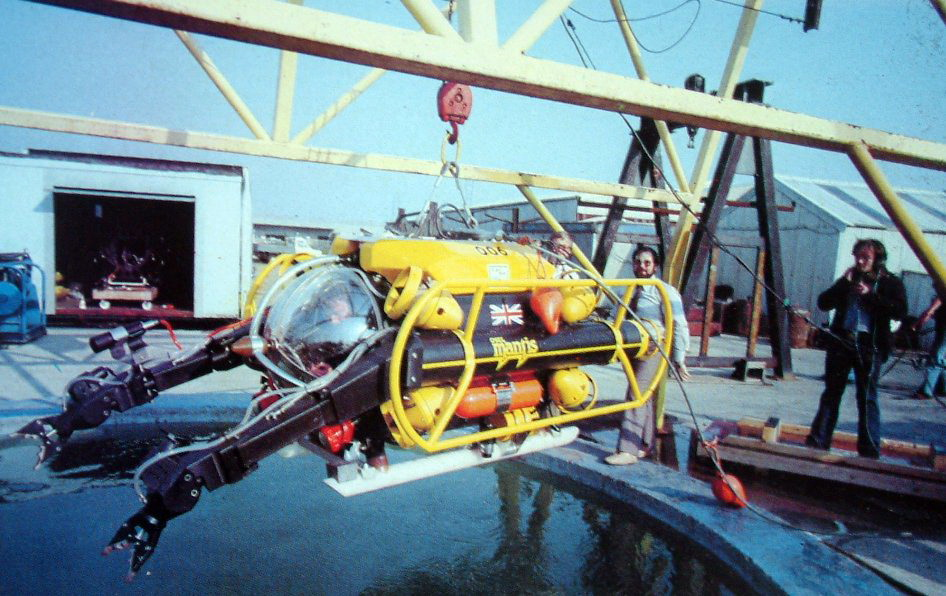
Mantis.